# Индепенденс (Канзас)
Индепенденс (енгл. Independence) град је у америчкој савезној држави Канзас.

## Демографија
По попису из 2010. године број становника је 9.483, што је 363 (-3,7%) становника мање него 2000. године.
| Група             | 2000.         | 2010.         |
| Белци             | 8.364 (84,9%) | 7.705 (81,3%) |
| Афроамериканци    | 706 (7,2%)    | 614 (6,5%)    |
| Азијати           | 61 (0,6%)     | 85 (0,9%)     |
| Хиспаноамериканци | 378 (3,8%)    | 615 (6,5%)    |
| Укупно            | 9.846         | 9.483         |